# Эдмунд
Эдму́нд (англ. Edmund) — мужское имя английского происхождения означает "защитник родового имения"

## Иноязычные варианты
- фр. Edmont — Эдмо́н
- исп., порт. Edmundo — Эдму́ндо
- венг. Ödön — Эдён
- лат., — Edmundus, Eadmundus
- латышский — Edmunds
- литовский — Edmundas
- польский — Edmund
- словацкий — Edmund
- словенский — Edmund
- чешский — Edmund
- ирландский — Eamon
- древнеанглийский — Eadmund
- английский — Edmond

## Известные носители
- Эдмунд (Мученик) — король Восточной Англии, причислен к лику святых
- Эдмунд I (Великолепный) — король Англии (до норманнского завоевания)
- Эдмунд II (Железнобокий) — король Англии